# Fußball-Club 08 Homburg/Saar 2012-2013
Questa voce raccoglie le informazioni riguardanti il Fußball-Club 08 Homburg/Saar nelle competizioni ufficiali della stagione 2012-2013.

## Stagione
Nella stagione 2012-2013 l'Homburg, allenato da Christian Titz, concluse il campionato di Regionalliga sudovest al 14º posto.

## Rosa
| N. |                     | Ruolo | Calciatore         |
| -- | ------------------- | ----- | ------------------ |
| 1  | Germania (bandiera) | P     | Stefan Steigerwald |
| 3  | Turchia (bandiera)  | D     | Erdal Celik        |
| 4  | Germania (bandiera) | C     | Lutz Radojewski    |
| 5  | Francia (bandiera)  | D     | Josué Liotté       |
| 6  | Germania (bandiera) | C     | Marc Buchmann      |
| 7  | Giappone (bandiera) | C     | Shinya Iwaki       |
| 8  | Turchia (bandiera)  | C     | Deniz Yilmaz       |
| 9  | Germania (bandiera) | A     | Dennis Gerlinger   |
| 10 | Germania (bandiera) | C     | Yannik Tewelde     |
| 11 | Germania (bandiera) | A     | Hajrullah Muni     |
| 12 | Germania (bandiera) | P     | Timo Nagel         |
| 13 | Germania (bandiera) | C     | André Kilian       |
| 14 | Germania (bandiera) | C     | Carsten Lutz       |
| 15 | Germania (bandiera) | C     | Steven Simon       |

| N. |                         | Ruolo | Calciatore          |
| -- | ----------------------- | ----- | ------------------- |
| 16 | Italia (bandiera)       | C     | Nino Lacagnina      |
| 17 | Germania (bandiera)     | C     | Robin Vogtland      |
| 18 | Germania (bandiera)     | A     | Pascal Reinhardt    |
| 19 | Germania (bandiera)     | A     | Björn Recktenwald   |
| 20 | Germania (bandiera)     | D     | Mike Baier          |
| 21 | RD del Congo (bandiera) | D     | Oscar Mbele-Mombo   |
| 22 | Germania (bandiera)     | P     | Florian Hammel      |
| 23 | Germania (bandiera)     | C     | Yannick Kakoko      |
| 24 | Germania (bandiera)     | C     | Patrik Ribeiro-Pais |
| 25 | Germania (bandiera)     | A     | Lars Kaula          |
| 27 | Turchia (bandiera)      | C     | Mahmut Temür        |
| 28 | Germania (bandiera)     | D     | Martin Kramer       |
|    | Germania (bandiera)     | C     | Edwin Heier         |

## Organigramma societario
Area tecnica
- Allenatore: Christian Titz
- Allenatore in seconda: Sebastian Stache
- Preparatore dei portieri: Oliver Müller
- Preparatori atletici:
- Analisi video:

## Calciomercato

### Sessione estiva
| Acquisti | Acquisti            | Acquisti             | Acquisti |
| R.       | Nome                | da                   | Modalità |
| -------- | ------------------- | -------------------- | -------- |
| D        | Mike Baier          | RSV Würges           |          |
| P        | Florian Hammel      | SV Rot-Weiss Hadamar |          |
| C        | Yannick Kakoko      | Waldhof Mannheim     |          |
| C        | Carsten Lutz        | Magonza II           |          |
| C        | Streli Mamba        | Kaiserslautern U19   |          |
| D        | Cédric Mimbala      | Roßbach/Wied         |          |
| C        | Lutz Radojewski     | Colonia II           |          |
| C        | Patrik Ribeiro-Pais | Magonza II           |          |

| Cessioni | Cessioni            | Cessioni              | Cessioni |
| R.       | Nome                | a                     | Modalità |
| -------- | ------------------- | --------------------- | -------- |
| C        | Irvin Parra         | SVN Zweibrücken       |          |
| D        | Armend Haliti       | FC Hertha Wiesbach    |          |
| D        | Christ Kasela Mbona | Wiedenbrück           |          |
| A        | Hajrullah Muni      | Union 05 Kayl-Tétange |          |
| C        | Athanasios Noutsos  | SVN Zweibrücken       |          |
| A        | Jannik Schliesing   | Halberg Brebach       |          |
| C        | Engin Yalcin        | FC Hertha Wiesbach    |          |

### Sessione invernale
| Acquisti | Acquisti          | Acquisti         | Acquisti |
| R.       | Nome              | da               | Modalità |
| -------- | ----------------- | ---------------- | -------- |
| D        | Martin Kramer     | Magonza II       |          |
| C        | Mahmut Temür      | Rot-Weiß Erfurt  |          |
| A        | Björn Recktenwald | Hoffenheim II    |          |
| A        | Pascal Reinhardt  | Bayern Monaco II |          |

| Cessioni | Cessioni              | Cessioni      | Cessioni |
| R.       | Nome                  | a             | Modalità |
| -------- | --------------------- | ------------- | -------- |
| C        | Uğur Dündar           | Trabzonspor   |          |
| C        | Streli Mamba          | Göppinger SV  |          |
| A        | Alek'sandr Karapetyan | F91 Dudelange |          |

## Risultati

### Regionalliga

#### Girone di andata
| Arbitro: | Weickenmeier |

|                        |           |            |
| Mimbala 72’ Kakoko 81’ | Marcatori | 19’ Treske |

| Arbitro: | Reisert |

|                                                        |           |  |
| Gregoritsch 12’ Grifo 23’ Ludwig 27’, 63’ Herdling 82’ | Marcatori |  |

| Arbitro: | Schmitt |

|                            |           |                    |
| Karapetyan 18’ Mimbala 88’ | Marcatori | 21’, 28’ Pagenburg |

| Arbitro: | Müller |

|                        |           |                            |
| Falkenmayer 45’ (rig.) | Marcatori | 68’ Kakoko 84’ (aut.) Hepp |

| Arbitro: | Kempkes |

|                     |           |  |
| Karapetyan 20’, 52’ | Marcatori |  |

| Arbitro: | Wiatrek |

|          |           |                                            |
| Bell 56’ | Marcatori | 10’ Karapetyan 27’ Tewelde 42’ (rig.) Lutz |

| Arbitro: | Schütz |

|                                   |           |                    |
| Özer 23’ Hertlein 30’ Velemir 69’ | Marcatori | 7’, 63’ Karapetyan |

| Arbitro: | Schaal |

|                          |           |                       |
| Lutz 45’, 66’ Kakoko 78’ | Marcatori | 20’ Wille 23’ Hassler |

| Arbitro: | Göpferich |

|                                    |           |  |
| Oesterhelweg 52’ Fachat 80’ (rig.) | Marcatori |  |

| Arbitro: | Gasteier |

|                 |           |                      |
| Lutz 83’ (rig.) | Marcatori | 23’ Bauer 26’ Ammann |

| 30 settembre 2012 11ª giornata |  | – turno di riposo |  |  |

| Arbitro: | Rabe |

|                                |           |  |
| Stumpf 59’ Wischang 90’ (rig.) | Marcatori |  |

| Arbitro: | Kunzmann |

|                                            |           |             |
| Geiger 41’ Wassey 56’ Franzin 73’ Hess 88’ | Marcatori | 70’ Tewelde |

| Arbitro: | Jöllenbeck |

|                             |           |             |
| Radojewski 56’ Vogtland 83’ | Marcatori | 73’ Assauer |

| Arbitro: | Schütz |

|                      |           |  |
| Müller 12’ Henel 45’ | Marcatori |  |

| Arbitro: | Schmitt |

|  |           |          |
|  | Marcatori | 69’ Wolf |

| Arbitro: | Petersen |

|                            |           |                                                         |
| Bystrek 10’ Berresheim 84’ | Marcatori | 27’, 49’ Ribeiro-Pais 69’, 86’ Karapetyan 89’ Gerlinger |

| Arbitro: | Kampka |

|               |           |                |
| Gerlinger 40’ | Marcatori | 18’, 23’ Orbán |

| Arbitro: | Vonderschmidt |

|                                                 |           |  |
| Morys 7’ (rig.) Breier 57’ Skarlatidis 73’, 87’ | Marcatori |  |

#### Girone di ritorno
| Arbitro: | Wingenbach |

|                         |           |  |
| Karapetyan 8’ Baier 18’ | Marcatori |  |

| Arbitro: | Göpferich |

|                        |           |  |
| Rodríguez 5’ Reith 34’ | Marcatori |  |

| Arbitro: | Wiatrek |

|                                 |           |                  |
| Anton 4’ Quotschalla 38’ (rig.) | Marcatori | 67’ Ribeiro-Pais |

| Arbitro: | Baitinger |

|                                        |           |              |
| Gerlinger 19’, 79’ Kilian 30’ Lutz 56’ | Marcatori | 68’ Kadrijaj |

| Arbitro: | Endriß |

|          |           |          |
| Kerk 52’ | Marcatori | 63’ Muni |

| Arbitro: | Zorn |

|  |           |               |
|  | Marcatori | 49’ Slišković |

| Arbitro: | Reichel |

|                                              |           |                     |
| Gerlinger 9’, 31’ Recktenwald 15’ Kakoko 83’ | Marcatori | 28’ Wade 65’ Fındık |

| Francoforte sul Meno 23 marzo 2013, ore 14:00 CET 27ª giornata | Eintracht Francoforte II | 0 – 0 referto | Homburg | Frankfurter Volksbank Stadion (180 spett.)\| Arbitro: \| Jöllenbeck \| |
| Arbitro:                                                       | Jöllenbeck               |               |         |                                                                        |

| Arbitro: | Bartsch |

|            |           |                   |
| Kilian 90’ | Marcatori | 7’ Gaus 48’ Brill |

| Arbitro: | Müller |

|              |           |         |
| Dressler 76’ | Marcatori | 2’ Lutz |

| Arbitro: | Vonderschmidt |

|                                         |           |  |
| Recktenwald 4’ Kilian 57’ Reinhardt 85’ | Marcatori |  |

| 13 aprile 2013 31ª giornata |  | – turno di riposo |  |  |

| Arbitro: | Christ |

|                 |           |                   |
| Recktenwald 55’ | Marcatori | 90’ (rig.) Wassey |

| Arbitro: | Reisert |

|  |           |                      |
|  | Marcatori | 47’ (rig.) Gerlinger |

| Arbitro: | Zorn |

|               |           |           |
| Gerlinger 77’ | Marcatori | 68’ Dieck |

| Arbitro: | Gittelmann |

|                                 |           |                      |
| Deville 24’, 58’, 90’ Schug 54’ | Marcatori | 16’ Kilian 35’ Temür |

| Arbitro: | Beck |

|                                       |           |                                     |
| Gerlinger 7’ Lacagnina 69’ Kakoko 75’ | Marcatori | 11’ Lahyani 26’ Maslanka 66’ Arslan |

| Arbitro: | Schaal |

|                                              |           |  |
| Dorow 51’ Becker 52’ Lensch 78’ Hartmann 85’ | Marcatori |  |

| Arbitro: | Kühlmeyer |

|  |           |                      |
|  | Marcatori | 38’ Binakaj 53’ Kuhn |

## Statistiche

### Statistiche di squadra
| Competizione          | Punti | In casa | In casa | In casa | In casa | In casa | In casa | In trasferta | In trasferta | In trasferta | In trasferta | In trasferta | In trasferta | Totale | Totale | Totale | Totale | Totale | Totale | DR  |
| Competizione          | Punti | G       | V       | N       | P       | Gf      | Gs      | G            | V            | N            | P            | Gf           | Gs           | G      | V      | N      | P      | Gf     | Gs     | DR  |
| --------------------- | ----- | ------- | ------- | ------- | ------- | ------- | ------- | ------------ | ------------ | ------------ | ------------ | ------------ | ------------ | ------ | ------ | ------ | ------ | ------ | ------ | --- |
| Regionalliga sudovest | 43    | 18      | 8       | 4       | 6       | 32      | 24      | 18           | 4            | 3            | 11           | 19           | 40           | 36     | 12     | 7      | 17     | 51     | 64     | -13 |
| Totale                | 43    | 18      | 8       | 4       | 6       | 32      | 24      | 18           | 4            | 3            | 11           | 19           | 40           | 36     | 12     | 7      | 17     | 51     | 64     | -13 |

### Andamento in campionato
| Giornata  | 1 | 2  | 3  | 4 | 5 | 6 | 7 | 8 | 9 | 10 | 11 | 12 | 13 | 14 | 15 | 16 | 17 | 18 | 19 | 20 | 21 | 22 | 23 | 24 | 25 | 26 | 27 | 28 | 29 | 30 | 31 | 32 | 33 | 34 | 35 | 36 | 37 | 38 |
| --------- | - | -- | -- | - | - | - | - | - | - | -- | -- | -- | -- | -- | -- | -- | -- | -- | -- | -- | -- | -- | -- | -- | -- | -- | -- | -- | -- | -- | -- | -- | -- | -- | -- | -- | -- | -- |
| Luogo     | C | T  | C  | T | C | T | T | C | T | C  |    | T  | T  | C  | T  | C  | T  | C  | T  | C  | T  | T  | C  | T  | C  | C  | T  | C  | T  | C  |    | C  | T  | C  | T  | C  | T  | C  |
| Risultato | V | P  | N  | V | V | V | P | V | P | P  |    | P  | P  | V  | P  | P  | V  | P  | P  | V  | P  | P  | V  | N  | P  | V  | N  | P  | N  | V  |    | N  | V  | N  | P  | N  | P  | P  |
| Posizione | 5 | 10 | 10 | 6 | 4 | 3 | 4 | 4 | 4 | 5  | 6  | 9  | 11 | 10 | 10 | 10 | 9  | 10 | 12 | 10 | 11 | 11 | 11 | 11 | 11 | 11 | 11 | 11 | 12 | 10 | 11 | 12 | 11 | 11 | 12 | 12 | 12 | 14 |

Legenda:

Luogo: C = Casa; T = Trasferta. Risultato: V = Vittoria; N = Pareggio; P = Sconfitta.

### Statistiche dei giocatori
| M. Baier        | 19 | 1 | 1 | 0 |
| M. Buchmann     | 26 | 0 | 7 | 1 |
| E. Celik        | 17 | 0 | 5 | 0 |
| U. Dündar       | 16 | 0 | 2 | 1 |
| D. Gerlinger    | 28 | 9 | 4 | 0 |
| F. Hammel       | 17 | 0 | 0 | 0 |
| E. Heier        | 1  | 0 | 0 | 0 |
| S. Iwaki        | 4  | 0 | 0 | 1 |
| Y. Kakoko       | 27 | 5 | 1 | 0 |
| A. Karapetyan   | 16 | 9 | 1 | 0 |
| L. Kaula        | 0  | 0 | 0 | 0 |
| A. Kilian       | 33 | 4 | 6 | 0 |
| M. Kramer       | 16 | 0 | 2 | 0 |
| N. Lacagnina    | 8  | 1 | 0 | 0 |
| J. Liotté       | 33 | 0 | 7 | 1 |
| C. Lutz         | 32 | 6 | 4 | 0 |
| S. Mamba        | 3  | 0 | 0 | 0 |
| O. Mbele-Mombo  | 4  | 0 | 0 | 0 |
| C. Mimbala      | 4  | 2 | 3 | 0 |
| H. Muni         | 6  | 1 | 0 | 0 |
| T. Nagel        | 0  | 0 | 0 | 0 |
| I. Parra        | 3  | 0 | 0 | 0 |
| S. Piotrowski   | 3  | 0 | 1 | 0 |
| L. Radojewski   | 15 | 1 | 1 | 0 |
| B. Recktenwald  | 11 | 3 | 0 | 0 |
| P. Reinhardt    | 11 | 1 | 1 | 0 |
| P. Ribeiro-Pais | 36 | 3 | 4 | 0 |
| S. Simon        | 14 | 0 | 1 | 0 |
| S. Steigerwald  | 19 | 0 | 2 | 0 |
| M. Temür        | 12 | 1 | 3 | 0 |
| Y. Tewelde      | 30 | 2 | 4 | 0 |
| R. Vogtland     | 33 | 1 | 4 | 0 |
| D. Yilmaz       | 1  | 0 | 0 | 0 |